# He Long
He Long, född 22 mars 1896 i Sangzhi, Hunan, död 8 juni 1969 i Peking, var en kinesisk krigsherre, kommunist och general som spelade en betydelsefull roll under det kinesiska inbördeskriget.
He Long kom från Hunan-provinsen och hans far var medlem i det hemliga sällskapet Gelaohui. He Long fick ingen ordentlig skolutbildning och under barn- och ungdomsåren ägnade han sig bland annat åt att valla kor. Han skall också ha ägnat sig åt omstörtande verksamhet och lär ha slagit ihjäl en skatteindrivare med köttkniv. 1912 deltog han i ett lokalt uppror i västra Hunan och lyckades grunda en militär styrka på tusental man och genomförde räder in i provinserna Guizhou, Sichuan och Hubei. Eftersom de lokala myndigheterna i Hunan inte kunde besegra honom fick han en officiell kommission 1918. Han steg i graderna och blev till slut regementsbefäl under Wu Peifu.
1926 blev han befäl i den Nationella revolutionära armén och spelade en viktig roll under Chiang Kai-sheks Norra expedition. När Kuomintang splittrades våren 1927 förblev han lojal med partiets vänsterflygel i Wuhan som brutit med Chiang efter dennes utrensing av kommunister.
1927 gick He med i Kinas kommunistiska parti och samma år deltog han i det misslyckade Nanchangupproret. Under den Långa marschen blev He Long en viktig allierad till Mao Zedong.
He spelade en viktig roll under det andra sino-japanska kriget och det kinesiska inbördeskriget. Han var chef för Folkets befrielsearmés sydvästra byrå, vilken spelade en viktig roll de första året efter Folkrepubliken Kinas grundande.
1955 utsågs han tillsammans med nio andra militärer till marskalk av Folkrepubliken Kina och följande år blev han ledamot i Politbyrån i Kinas kommunistiska parti.
I november 1964 gav Rodion Malinovskij upphov till en diplomatisk skandal mellan Sovjetunionen och Kina, då han uppmanade den besökande kinesiske premiärministern Zhou Enlai och He Long att avsätta Mao Zedong på samma sätt som Chrusjtjov avsatts i Sovjet. Den sovjetiska regeringen tog avstånd från Malinovskijs utspel, men episoden bidrog till att spä på Maos rädsla för att bli avsatt och när Kulturrevolutionen inleddes blev He ett av dess första offer. Han avled i fångenskap i sviterna av diabetes, misshandel och undernäring.
1974 beslöt Centralkommittén i Kinas kommunistiska parti att rehabilitera He Long postumt.